# Sztafeta olimpijska w 2008 roku

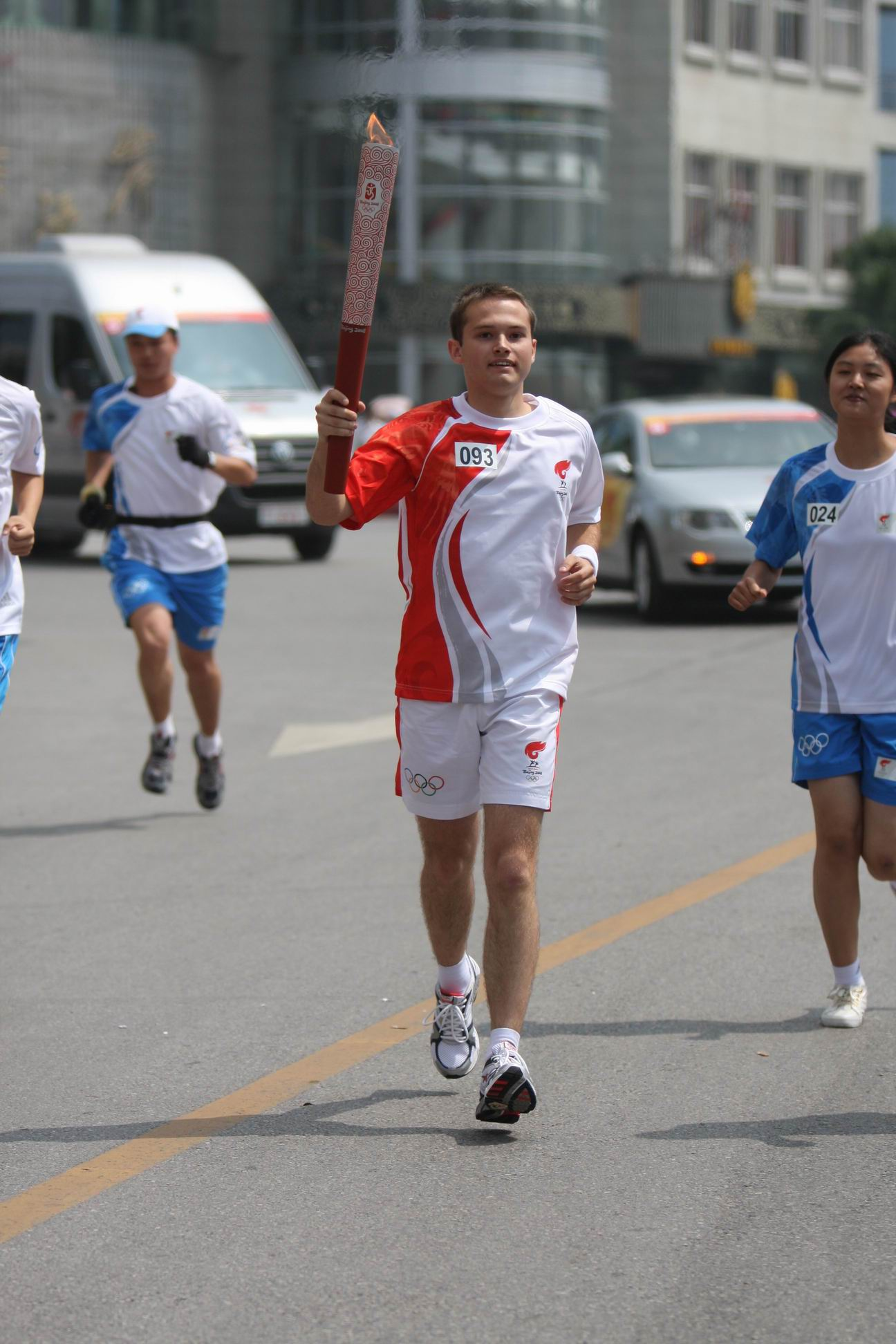
Polski uczestnik sztafety olimpijskiej na ulicach Guilin.

Sztafeta olimpijska w 2008 roku trwała do 8 sierpnia 2008 roku, poprzedzając Letnie Igrzyska Olimpijskie 2008 w Chinach. Plany sztafety zostały ogłoszone 26 kwietnia 2007 roku w Pekinie.
Sztafeta, pod nazwą Podróż Harmonii, trwała 130 dni, a jej trasa wynosi 137 000 km – rekordowa trasa w historii letnich igrzysk. Dla porównania, w 1936 ogień wędrował jedynie z Aten do Berlina.

## Trasa

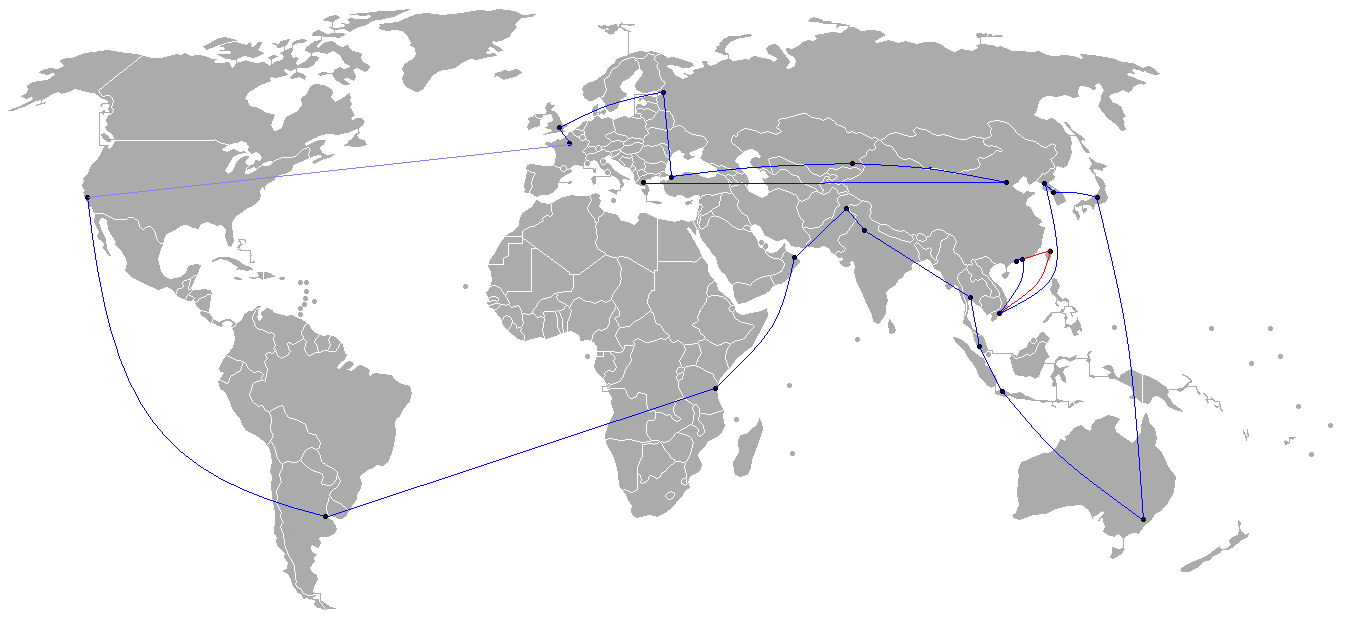
Trasa sztafety z olimpijskim ogniem

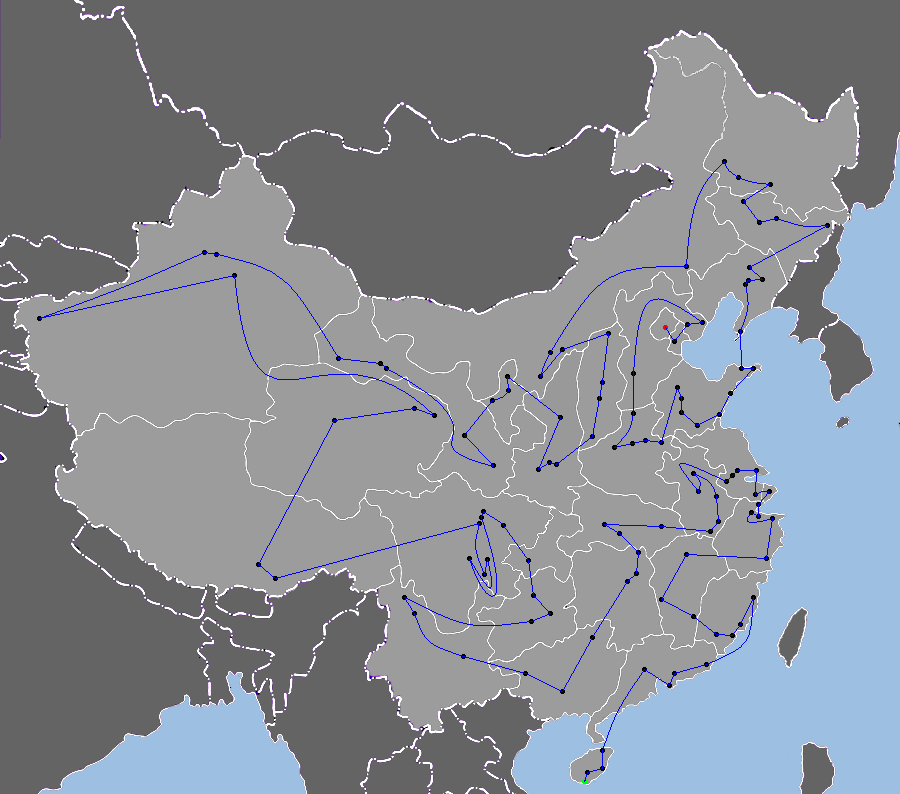
Kolejność podczas trasy w Chinach

Znicz olimpijski został zapalony na Olimpii w Grecji a następnie przeniesiony na Stadion Panateński w Atenach, po czym przetransportowany został do Pekinu w Chinach, gdzie dotarł 31 marca. Stamtąd przemierzył wszystkie 6 kontynentów świata. Znicz odwiedził miasta znajdujące się na Jedwabnym Szlaku, symbolizując antyczne powiązania z resztą świata. Planowane było również wniesienie ognia olimpijskiego na Mount Everest. W związku tym Chiny zamknęły wejście na górę od strony Tybetu, aby protestujący Tybetańczycy nie przeszkodzili w ceremonii niesienia pochodni.
| Data                | Miasto                        | Państwo           |
| ------------------- | ----------------------------- | ----------------- |
| 25 marca            | Olimpia                       | Grecja            |
| 30 marca            | Ateny                         | Grecja            |
| 31 marca            | Pekin                         | Chiny             |
| 2 kwietnia          | Ałmaty                        | Kazachstan        |
| 3 kwietnia          | Stambuł                       | Turcja            |
| 5 kwietnia          | Petersburg                    | Rosja             |
| 6 kwietnia          | Londyn                        | Wielka Brytania   |
| 7 kwietnia          | Paryż                         | Francja           |
| 9 kwietnia          | San Francisco                 | Stany Zjednoczone |
| 11 kwietnia         | Buenos Aires                  | Argentyna         |
| 13 kwietnia         | Dar es Salaam                 | Tanzania          |
| 14 kwietnia         | Maskat                        | Oman              |
| 16 kwietnia         | Islamabad                     | Pakistan          |
| 17 kwietnia         | Nowe Delhi                    | Indie             |
| 19 kwietnia         | Bangkok                       | Tajlandia         |
| 21 kwietnia         | Kuala Lumpur                  | Malezja           |
| 22 kwietnia         | Dżakarta                      | Indonezja         |
| 24 kwietnia         | Canberra                      | Australia         |
| 26 kwietnia         | Nagano                        | Japonia           |
| 27 kwietnia         | Seul                          | Korea Południowa  |
| 28 kwietnia         | Pjongjang                     | Korea Północna    |
| 29 kwietnia         | Ho Chi Minh                   | Wietnam           |
| 2 maja              | Hongkong                      | Chiny             |
| 3 maja              | Makau                         | Chiny             |
| 4 maja - 5 sierpnia | Kilkadziesiąt chińskich miast | Chiny             |
| 6 – 8 sierpnia      | Pekin                         | Chiny             |

## Ochroniarze ognia

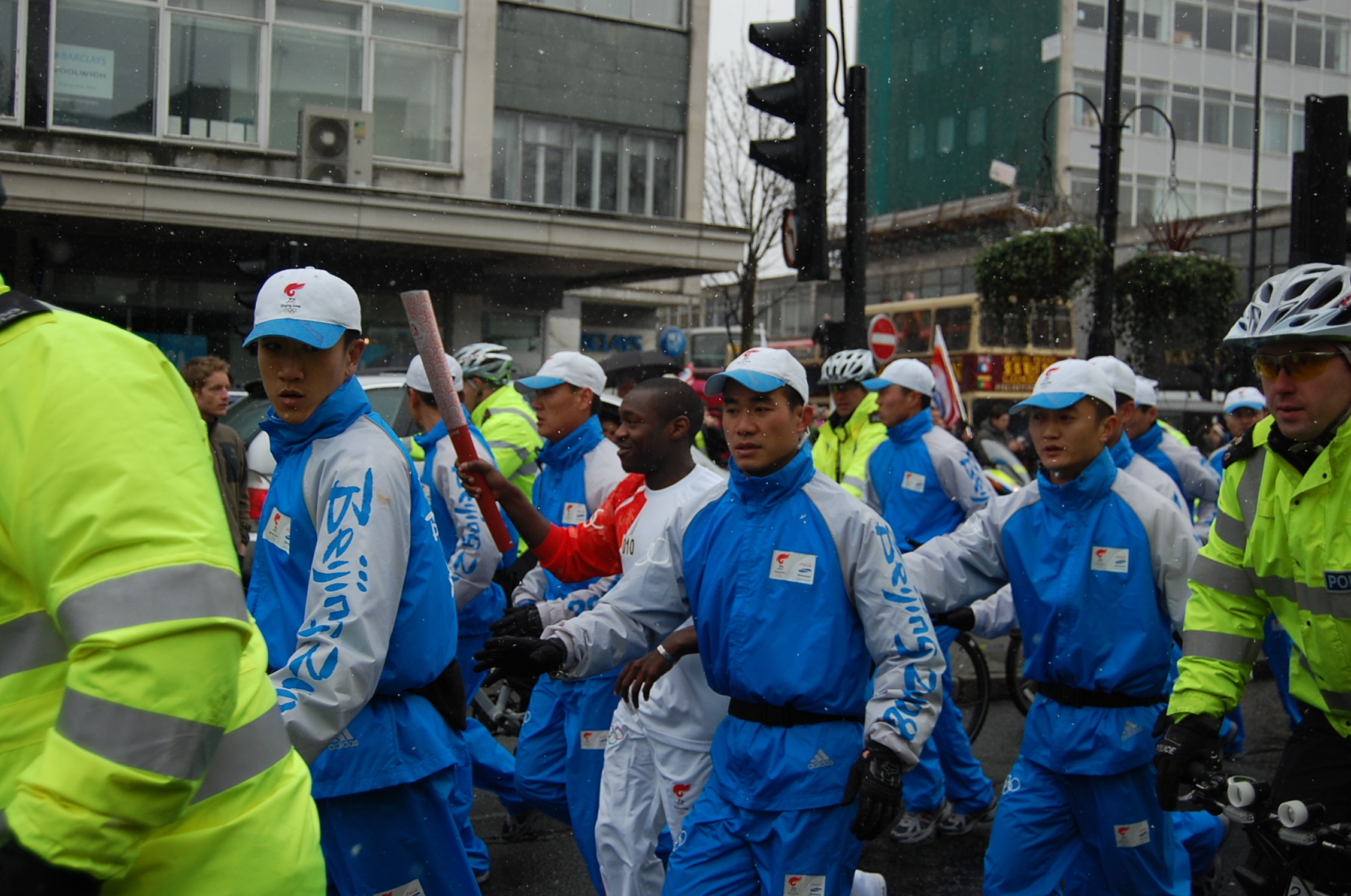
Chińscy ochroniarze ognia (niebiesko-białe uniformy)

Chiński Olimpijski Komitet Organizacyjny z Pekinu wysłał grupę ochroniarzy, którą stanowi 30 specjalnie wyszkolonych chińskich policjantów, aby eskortować ogień podczas jego podróży.
Ich głównym zadaniem było pilnowanie, aby pod żadnym pozorem nie doszło do zgaszenia ognia, oraz wspomaganie i asekurowanie przekazywania pochodni pomiędzy członkami sztafety. Mieli również interwieniować w przypadku prób ataku na osobę niosącą pochodnię lub próby wyrwania jej z ręki. Otaczali biegnącego, tworząc pierścień.
Na sobie mieli jednakowe "uniformy" – niebiesko-białe dresy sportowe z logiem olimpiady oraz czapki z daszkiem w tej samej kolorystyce. Ochroniarze towarzyszyli olimpijskiemu ogniowi podczas całej jego trasy. W Chinach zostały przydzielone dwie dodatkowe, 40-osobowe grupy chroniące pochodnię z olimpijskim ogniem.
Niektórzy zasugerowali, iż grupa ochroniarzy zachowuje się agresywnie, szczególnie wobec protybetańskich demonstrantów próbujących zakłócić sztafetę. 7 kwietnia rząd australijski zabronił jakiejkolwiek chińskiej ingerencji w ochronie ognia, kiedy ten dotrze do Canberry, przydzielając mu jedynie ochronę złożonej z Australijczyków. Chiński minister spraw zagranicznych ogłosił, iż nie będzie tam wysyłana grupa chińskich ochroniarzy.

## Protesty
Sztafetę wielokrotnie próbowali zakłócić antychińscy demonstranci i zwolennicy praw człowieka, w związku z zamieszkami w Tybecie.

### Londyn

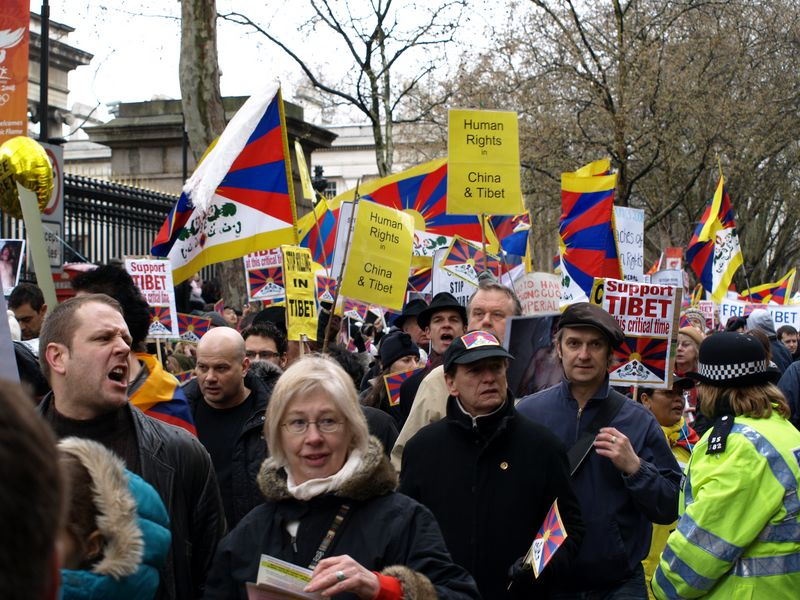
Protestujący w Londynie.

Planowo, w Londynie miało być 80 osób noszących pochodnię. Francesca Martinez i Richard Vaughan nie zgodzili się na noszenie ognia, natomiast Konnie Huq, brytyjska prezenterka telewizyjna, zgodziła się na udział w sztafecie, jednak przemówiła przeciwko Chinom. Premier Wielkiej Brytanii Gordon Brown przywitał olimpijski ogień przed 10 Downing Street, lecz nie wziął go do ręki ani nie dotknął.
Londyńska sztafeta była chroniona przez, jak to nazwała stacja BBC, "poruszający się protekcyjny pierścień". Kilkunastu chińskich ochroniarzy miało ubezpieczać ogień olimpijski i zapewnić płynne przekazywanie pochodni kolejnym uczestnikom sztafety. Niektórzy oskarżali ich o zbytnią agresję wobec protybetańskich demonstrantów. Protesty rozpoczęły się wraz z rozpoczęciem sztafety, w konsekwencji doprowadzając do 35 aresztowań. Chiński ambasador przeniósł pochodnię przez Chinatown po nieopublikowanej zmianie w trasie sztafety wprowadzonej ze względów bezpieczeństwa. Kilkakrotnie próbowano wyrwać i zgasić ogień, raz przy użyciu gaśnicy.
W celu stworzenia kontrdemonstracji, ponad 2000 Chińczyków i zwolenników letnich igrzysk 2008 w Pekinie zebrało się na trasie sztafety trzymając banery, transparenty i chińskie flagi. Duża grupa skoncentrowała się na Trafalgar Square, gdzie trzymano olimpijski transparent "Jeden Świat, Jedno Marzenie".

### Paryż

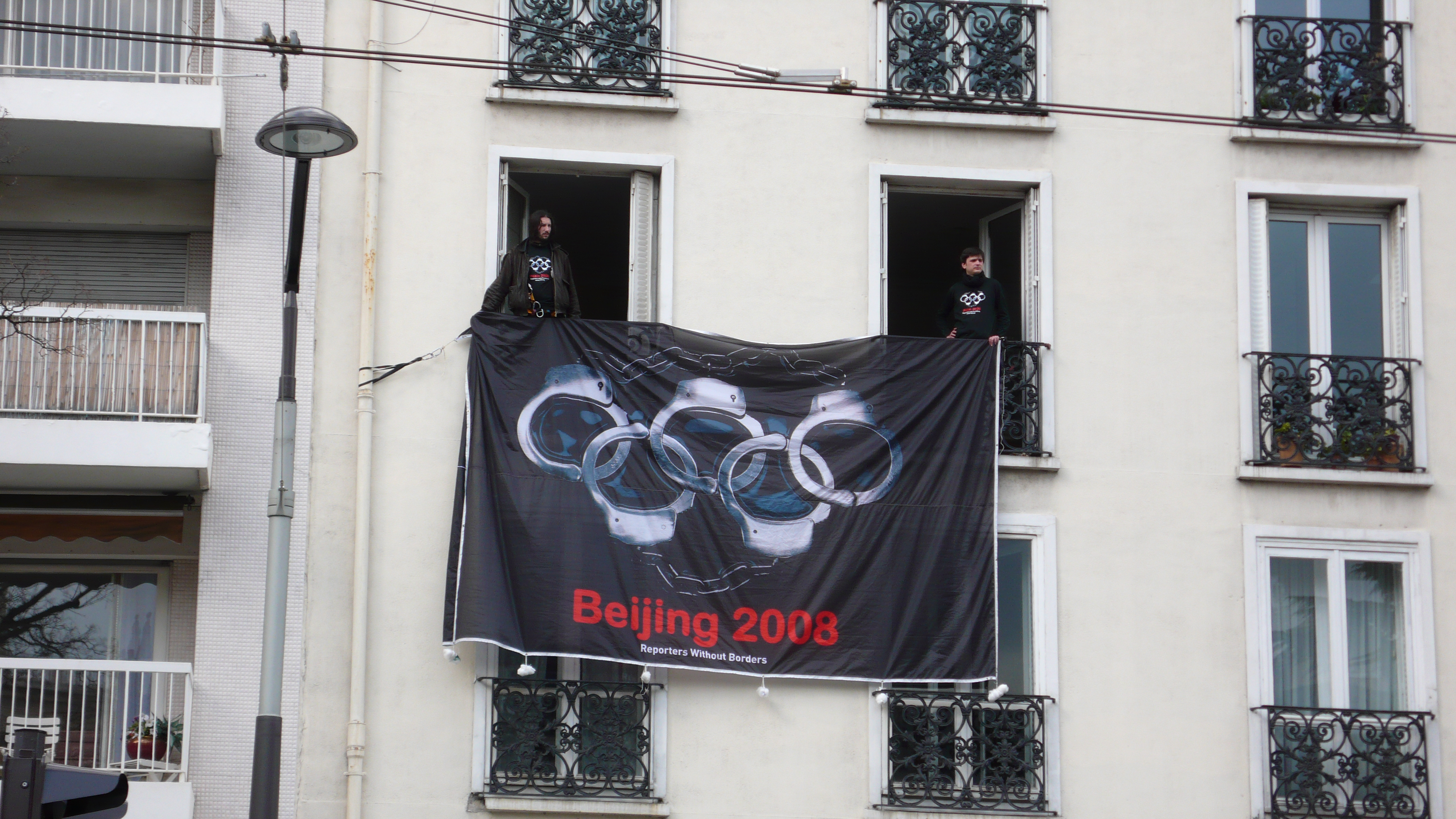
Parys : « Beijing 2008 »

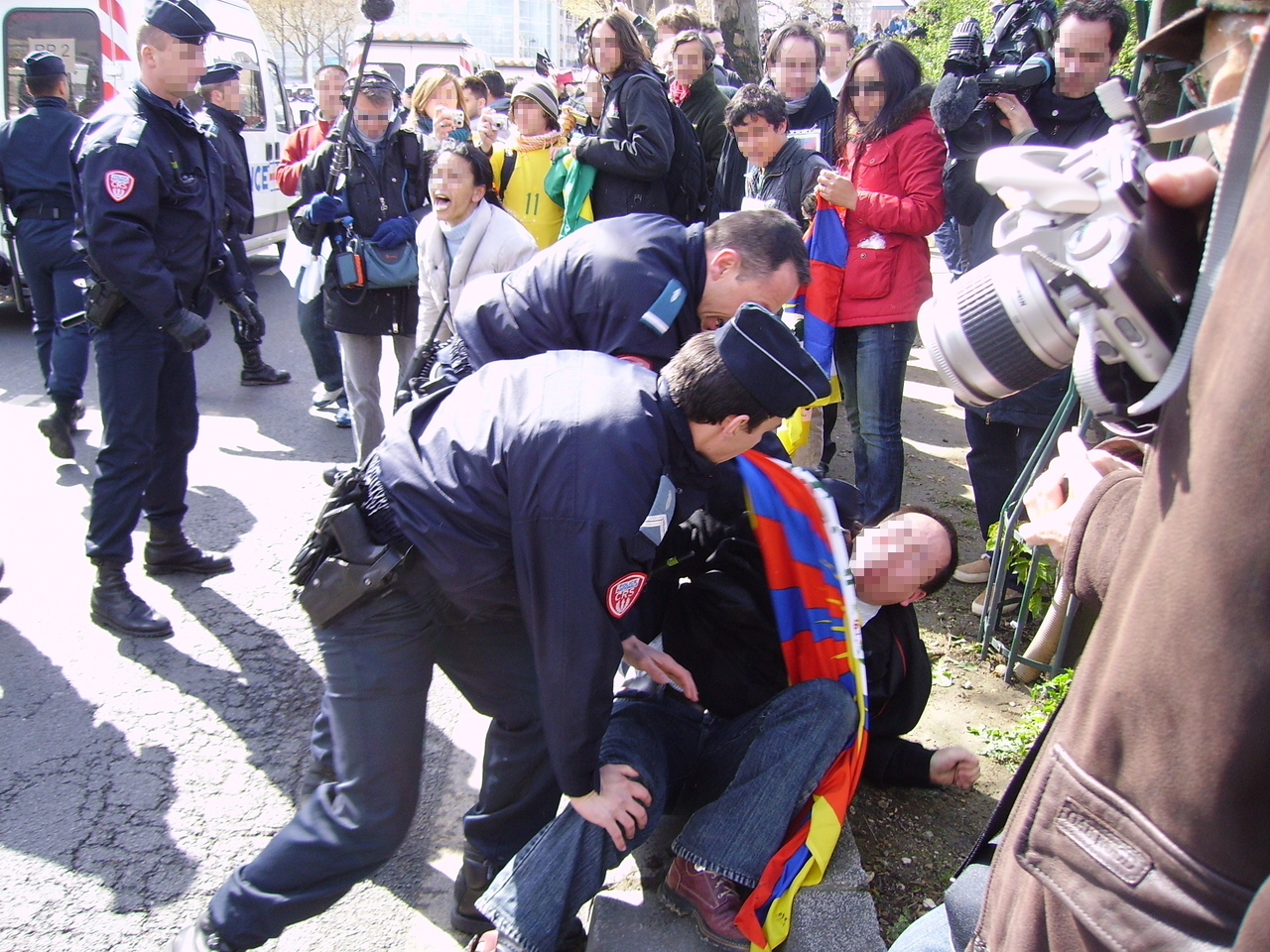
Policja zatrzymuje protestującego w Paryżu.

Przedstawiciele stolicy postanowili przywitać olimpijski ogień pokojowym protestem. Na ratuszu w Paryżu (Hôtel de Ville) wywieszono transparent głoszący Paryż broni praw człowieka na całym świecie. Zjawiło się bardzo dużo członków grupy Reporterzy bez Granic, z których niektórzy wywiesili transparenty na Wieży Eiffla i Katedrze Notre-Dame.
Z powodu agresywnych protestów protybetańskich demonstrantów, którzy próbowali zgasić ogień korzystając z gaśnic oraz wody, ogień został zgaszony pięć razy przez władze (według lokalnej policji) i przeniesiony do autobusu, na prośbę chińskich władz, jednak chiński minister spraw zagranicznych zaprzeczył tym doniesieniom.
Tak samo jak w przypadku Londynu, również w Paryżu zebrała się grupa chińskich kontrdemonstrantów wraz z transparentami i chińskimi flagami, jednak kilkakrotnie zasugerowano, iż ich obecność była zasługą chińskiej ambasady. Chińskie władze przerwały jednak ceremonię sztafety z powodu protestów, w tym wywieszenia tybetańskiej flagi w oknach gmachu miejskiego przez Partię Zielonych.
Wszystkie polityczne partie zasiadające w parlamencie zwróciły się z prośbą o wstrzymanie obrad, w celu wyjścia z budynku i wywieszenia transparentu "Szacunek dla Praw Człowieka w Tybecie".

### San Francisco

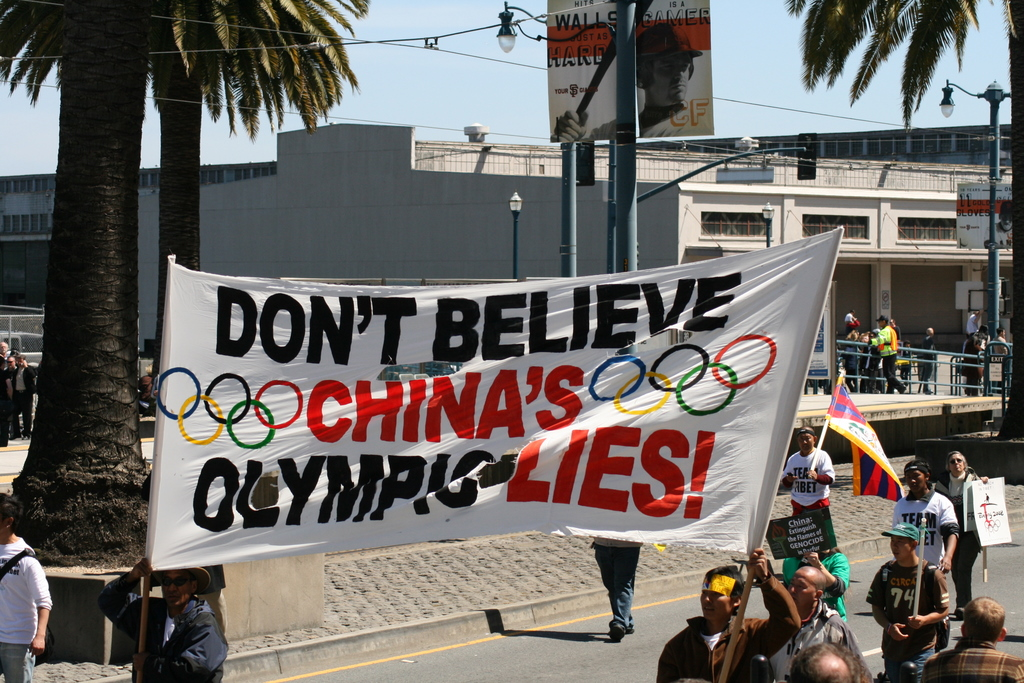
Transparenty niesione podczas sztafety w San Francisco

Dwa dni przed sztafetą w San Francisco, trzej aktywiści, z tybetańskimi flagami, wywiesili na moście Golden Gate dwa transparenty, z których jeden mówił "Jeden Świat, Jedno Marzenie. Uwolnić Tybet", a drugi "Uwolnić Tybet '08". Jednym z aktywistów był Laurel Sutherlin, który przemówił dla telewizji prosząc o zrezygnowanie z części sztafety przebiegającej przez Tybet, gdyż uważał iż skutkiem tego będzie bardzo duża liczba aresztowań i będzie używana tam przemoc w celu zapobiegnięcia zakłócenia sztafety.
Z powodu zapowiadanych protestów, chińskie władze wyraziły chęć skrócenia trasy w San Francisco. Znicz został zapalony w parku AT&T około 13:17 lokalnego czasu (21:17 polskiego czasu) i przez krótki okres trzymany był przez chińskie władze olimpijskie. Następnie z niewyjaśnionych przyczyn pierwszy członek sztafety zniknął z ogniem w pobliskim magazynie, gdzie spędził pół godziny.
W międzyczasie dochodziło do sprzeczek między protybetańskimi demonstrantami a zwolennikami chińskich igrzysk olimpijskich. W pewnym momencie prochińscy demonstranci zaatakowali i zniszczyli protybetański napis, który znajdował się na Ferry Building. Gdy pewien mężczyzna próbował zapobiec zniszczeniu napisu, otoczyła go grupa Chińczyków. Gdy inny mężczyzna próbował zabrać chińską flagę z czyjegoś plecaka, został złapany za gardło i uderzony pięścią w twarz; interweniowała amerykańska policja.

### Buenos Aires

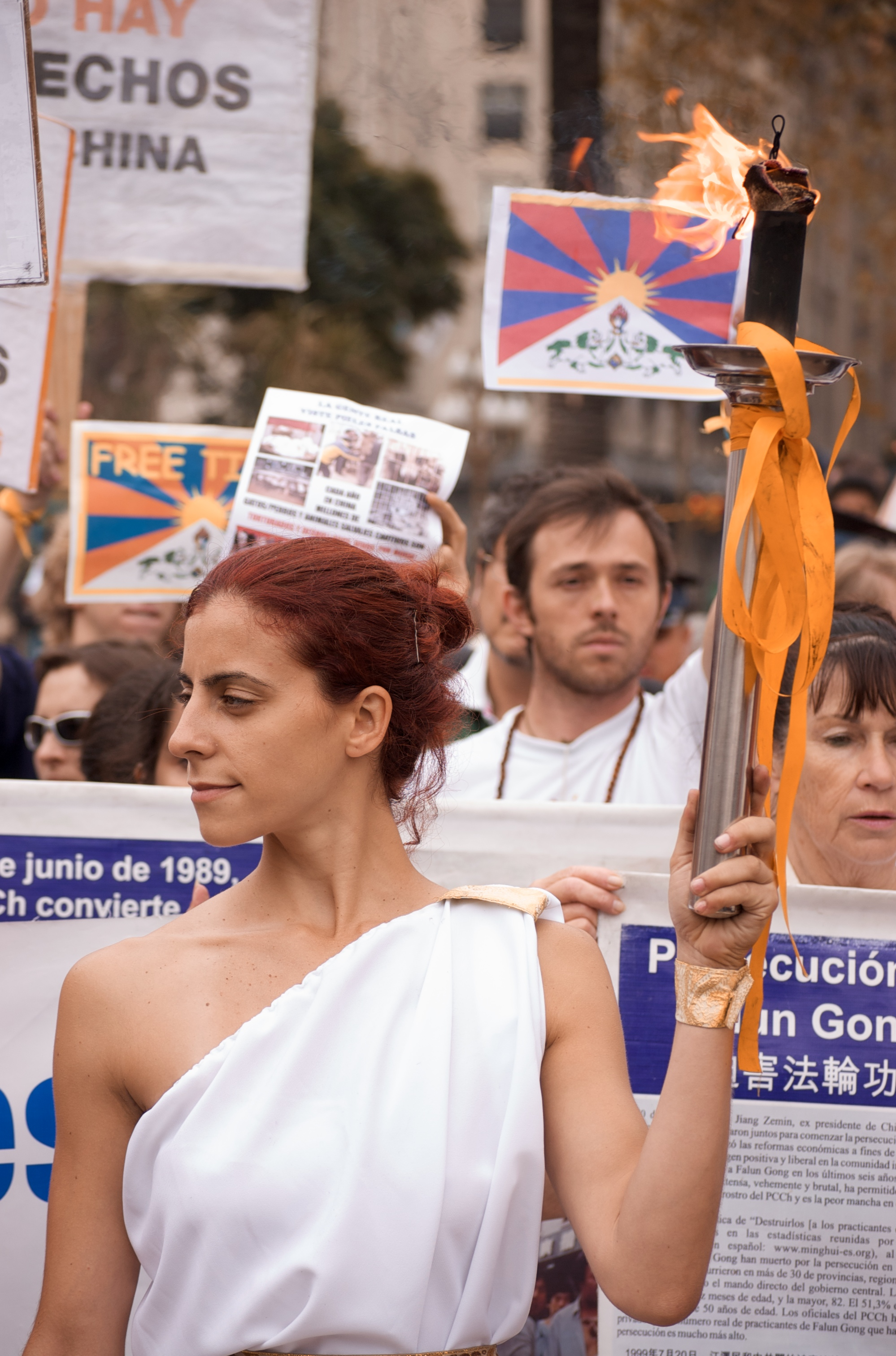
Aktywiści demonstrujący podczas sztafety z "Pochodnią Praw Człowieka" w Buenos Aires

Argentyńscy aktywiści wypowiedzieli się podczas konferencji prasowej, iż nie będą próbowali zgasić olimpijskiego ognia, jak to miało miejsce w przypadku protestów w Londynie i Paryżu. "Chciałbym ogłosić, iż nie będziemy gasić olimpijskiego ognia" - powiedział protybetański aktywista Jorge Carcavallo. "Będziemy organizowali akcje-niespodzianki w całym mieście, jednak będą one pokojowe".
Wśród innych aktywistów, demonstranci zorganizowali marsz, który nazwali sztafetą z "Pochodnią Praw Człowieka". Uczestnicy marszu, trzymając transparenty i tybetańskie flagi, przebyli trasę od El Obelisco do gmachu miejskiego. Na trasie pojawił się również duży transparent głoszący "Uwolnić Tybet". Według jednego z reprezentantów marszu, sztafeta z "Pochodnią Praw Człowieka" miała pokazać "sprzeczność pomiędzy Igrzyskami Olimpijskimi a łamaniem praw człowieka na terenie Chin".
Aby zapobiec sytuacjom, które pojawiły się w Wielkiej Brytanii, Francji i Stanach Zjednoczonych, władze miejskie zorganizowały grupę ochrony składającą się z 1200 oficerów policji oraz 3000 innych osób, w tym wolontariuszy. Wszystkie protesty nie były agresywne w naturze, jednak doszło do kilka incydentów, w tym kilka prób zgaszenia ognia balonikami z wodą oraz małe sprzeczki pomiędzy protestującymi a chińskimi imigrantami.

### Dar es Salaam
Wangari Maathai, laureatka Pokojowej Nagrody Nobla, zrezygnowała z uczestnictwa w sztafecie i noszenia ognia olimpijskiego w celu zaprotestowania przeciwko naruszania praw człowieka przez Chiny. Mimo tego, tanzańska część sztafety przebiegła bardzo spokojnie. Tłum, który akompaniował 80 sportowcom biegnącym z ogniem olimpijskim, krzyczał "Cieszymy się, że znicz jest w Tanzanii" i "Jesteśmy szczęśliwi, że go otrzymaliśmy".
Następnego dnia odbyła się omańska część sztafety, która również przebiegła sprawnie, bez protestów. W celu sprawnego przeprowadzenia sztafety 16 kwietnia w Islamabadzie, pakistańscy sportowcy przeprowadzili próbę sztafety.